# Sergueï Obraztsov
Pour les articles homonymes, voir Obraztsov.
Sergueï Vladimirovitch Obraztsov (en russe : Сергей Владимирович Образцов), né le 22 juin 1901 (5 juillet dans le calendrier grégorien) à Moscou (Empire russe) et mort le 8 mai 1992  à Moscou (fédération de Russie), était un marionnettiste soviétique qui eut une influence importante : il étudia dans les années 1920 de nouvelles formes d’expression avec la volonté de transposer et de styliser, dans le souci d’affirmer l’originalité de cet art. Sa collection de marionnettes, l'une des plus grandes au monde, est maintenant hébergée par le Théâtre de marionnettes Obraztsov.

## Biographie
Entre 1922 et 1931, Sergueï Obraztsov fit l'acteur avec Vladimir Nemirovitch-Dantchenko dans le studio musical du Théâtre d'art de Moscou. Durant cette période, il monta plusieurs spectacles de marionnettes au ton vaudevillesque avant de fonder en 1931 son propre théâtre, le Théâtre central de marionnettes, avec qui il fit de nombreuses tournées, tant en URSS qu'à l'étranger.
L'un de ses plus célèbres spectacles fut Concert insolite (en). En plus de pièces pour enfants et adultes qu'il montait dans son théâtre de marionnettes, Sergueï Obraztsov réalisa en 1938 le premier long métrage où figuraient des marionnettes. Dans ses dernières années, il s'enthousiasma pour les marionnettes à gaine.
En 1970, il fit partie du jury du Festival de Cannes.
De 1976 à 1984, Sergueï Obraztsov fut président de l'Union internationale de la marionnette, et il enseigna à partir de 1973 à la Gitis.
Sergueï Obraztsov est mort le 8 mai 1992 et est enterré au cimetière de Novodevitchi.

## Récompenses et décorations
- Prix Staline (1946)
- Ordre du Drapeau rouge du Travail (1946, 1961)
- Artiste du peuple de l'URSS (1954)
- Héros du travail socialiste (1971)
- Prix Lénine (1984)
- Ordre de Lénine (1967, 1971, 1981)
- Ordre du Sourire

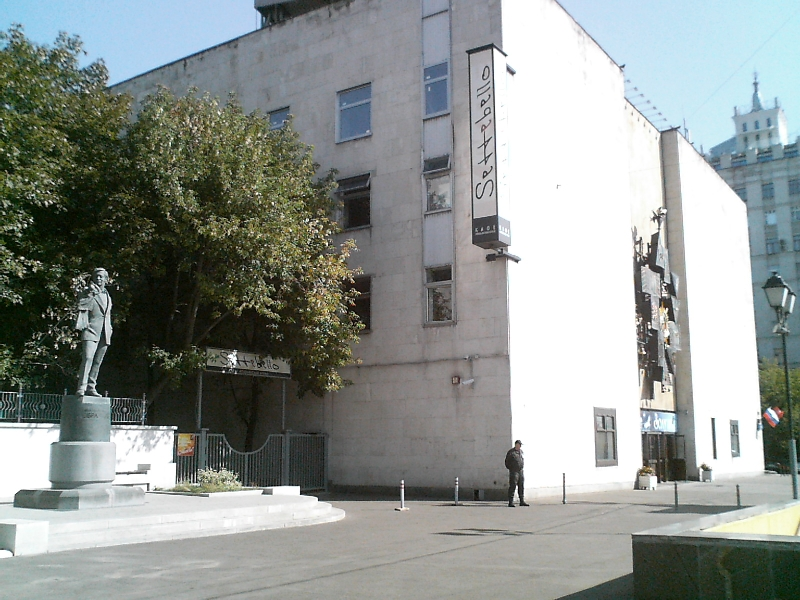
Le théâtre de marionnettes et musée Obraztsov à Moscou
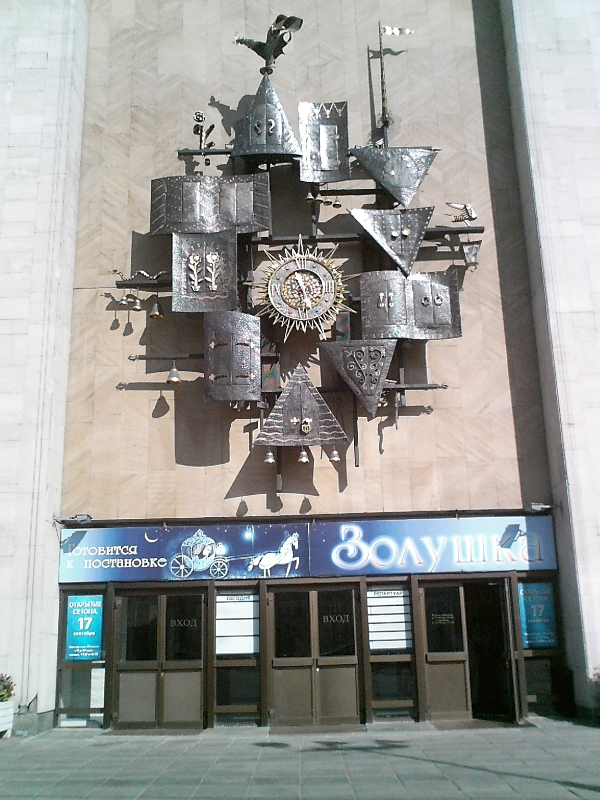
L'entrée du théâtre Obrztsov
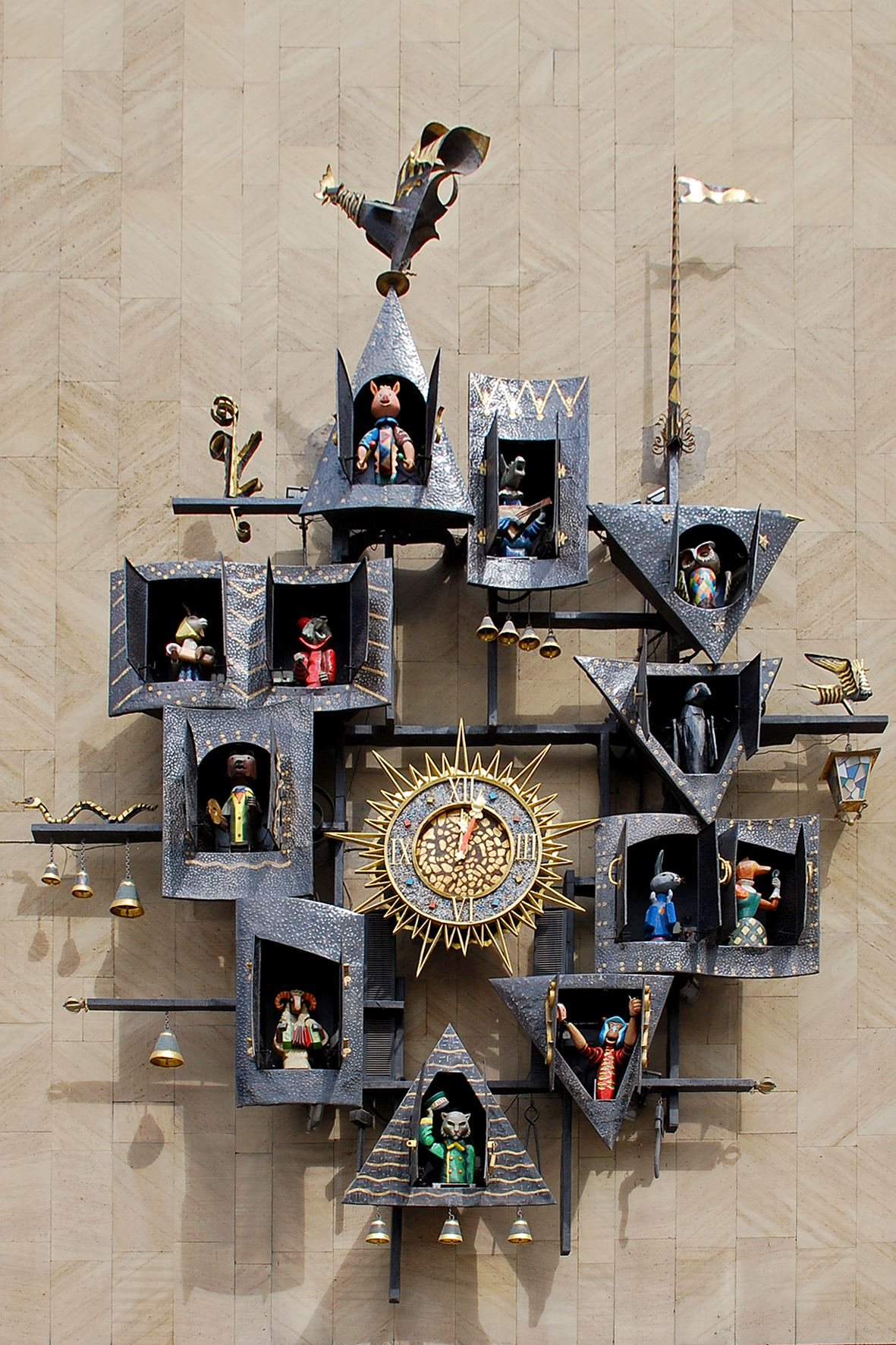
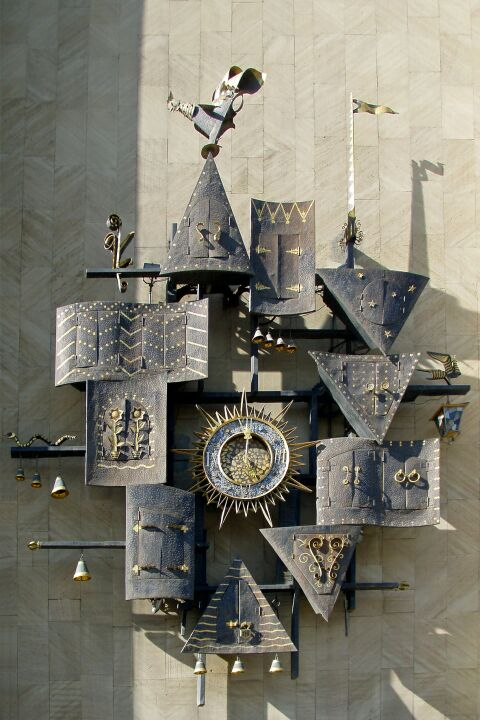
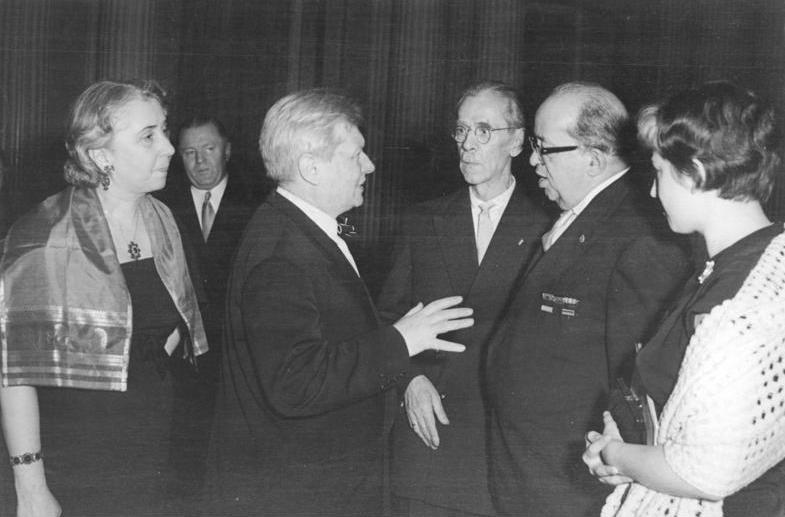
Sergueï Obraztsov à Berlin en 1958 avec Friedrich Ebert et Otto Nagel

## liens externes
- Le théâtre Obraztsov